# Адміністративний поділ Сент-Вінсенту і Гренадин

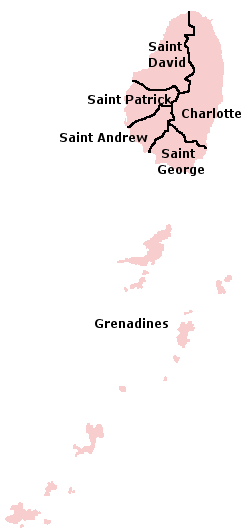
Адміністративний поділ Сент-Вінсенту і Гренадин

В адміністративному відношенні Сент-Вінсент і Гренадини поділяється на 6 парафій.

## Адміністративний поділ Сент-Люсії
1. Гренадини
2. Сент-Ендрю
3. Сент-Девід
4. Сент-Джордж
5. Сент-Патрик
6. Шарлотте